# The Millennium Collection : The Best of Scorpions
Albums de Scorpions
Best
(1999) Gold
(2002)
The Millennium Collection : The Best of Scorpions est une compilation du groupe allemand de hard rock Scorpions sortie le 12 juin 2000.

## Liste des titres 57 min 22 s
| No  | Titre                     | Paroles | Musique | Album                                            | Durée      |
| --- | ------------------------- | ------- | ------- | ------------------------------------------------ | ---------- |
| 1.  | Rock you like a hurricane |         |         | The Millennium Collection: The Best of Scorpions | 4 min 15 s |
| 2.  | No one like you           |         |         | The Millennium Collection: The Best of Scorpions | 4 min 00 s |
| 3.  | The zoo                   |         |         | The Millennium Collection: The Best of Scorpions | 5 min 32 s |
| 4.  | Loving you sunday morning |         |         | The Millennium Collection: The Best of Scorpions | 5 min 39 s |
| 5.  | Still loving you          |         |         | The Millennium Collection: The Best of Scorpions | 6 min 30 s |
| 6.  | Big city nights           |         |         | The Millennium Collection: The Best of Scorpions | 4 min 11 s |
| 7.  | Believe in love           |         |         | The Millennium Collection: The Best of Scorpions | 5 min 25 s |
| 8.  | Rhythm of love            |         |         | The Millennium Collection: The Best of Scorpions | 3 min 51 s |
| 9.  | I can't explain           |         |         | The Millennium Collection: The Best of Scorpions | 3 min 25 s |
| 10. | Tease me, please me       |         |         | The Millennium Collection: The Best of Scorpions | 4 min 47 s |
| 11. | Wind of change            |         |         | The Millennium Collection: The Best of Scorpions | 5 min 15 s |
| 12. | Send me an angel          |         |         | The Millennium Collection: The Best of Scorpions | 4 min 32 s |

Source des titres et durées.